# Perloz
Perloz là một đô thị du Val d'Aoste nước Ý. Đô thị này có diện tích 23 km², dân số năm 2001 là 484 người.
Đô thị này có làng trực thuộc: Plan De Brun, Colleré, Bioley, Nantey, Fouillé, Breil, Estellé, Fey, Cresta, Chemp, Ruine, Badéry, Derbellé, Mioccia, Besesse, Ronc Grangia, Tour d'Hereraz, Barmet, Boschi, Chamioux, Notre-Dame de la Garde, Marine, Rechantez, Remondin, Ronc.
Đô thị này giáp các đô thị sau: Arnad, Carema (TO), Donnas, Issime, Lillianes, Pont-Saint-Martin.

## Biến động dân số
| Allein • Antey-Saint-André • Aoste • Arnad • Arvier • Avise • Ayas • Aymavilles • Bard • Bionaz • Brissogne • Brusson • Challand-Saint-Anselme • Challand-Saint-Victor • Chambave • Chamois • Champdepraz • Champorcher • Charvensod • Châtilon • Cogne • Courmayeur • Donnas • Doues • Emarèse • Etroubles • Fontainemore • Fénis • Gaby • Gignod • Gressan • Gressoney-La-Trinité • Gressoney-Saint-Jean • Hône • Introd • Issime • Issogne • Jovençan • La Magdeleine • La Salle • La Thuile • Lillianes • Montjovet • Morgex • Nus • Ollomont • Oyace • Perloz • Pollein • Pont-Saint-Martin • Pontboset • Pontey • Pré-Saint-Didier • Quart • Rhêmes-Notre-Dame • Rhêmes-Saint-Georges • Roisan • Saint-Christophe • Saint-Denis • Saint-Marcel • Saint-Nicolas • Saint-Oyen • Saint-Pierre • Saint-Rhémy-en-Bosses • Saint-Vincent • Sarre • Torgnon • Valgrisenche • Valpelline • Valsavarenche • Valtournenche • Verrayes • Verres • Villeneuve |